# Zpytování svědomí

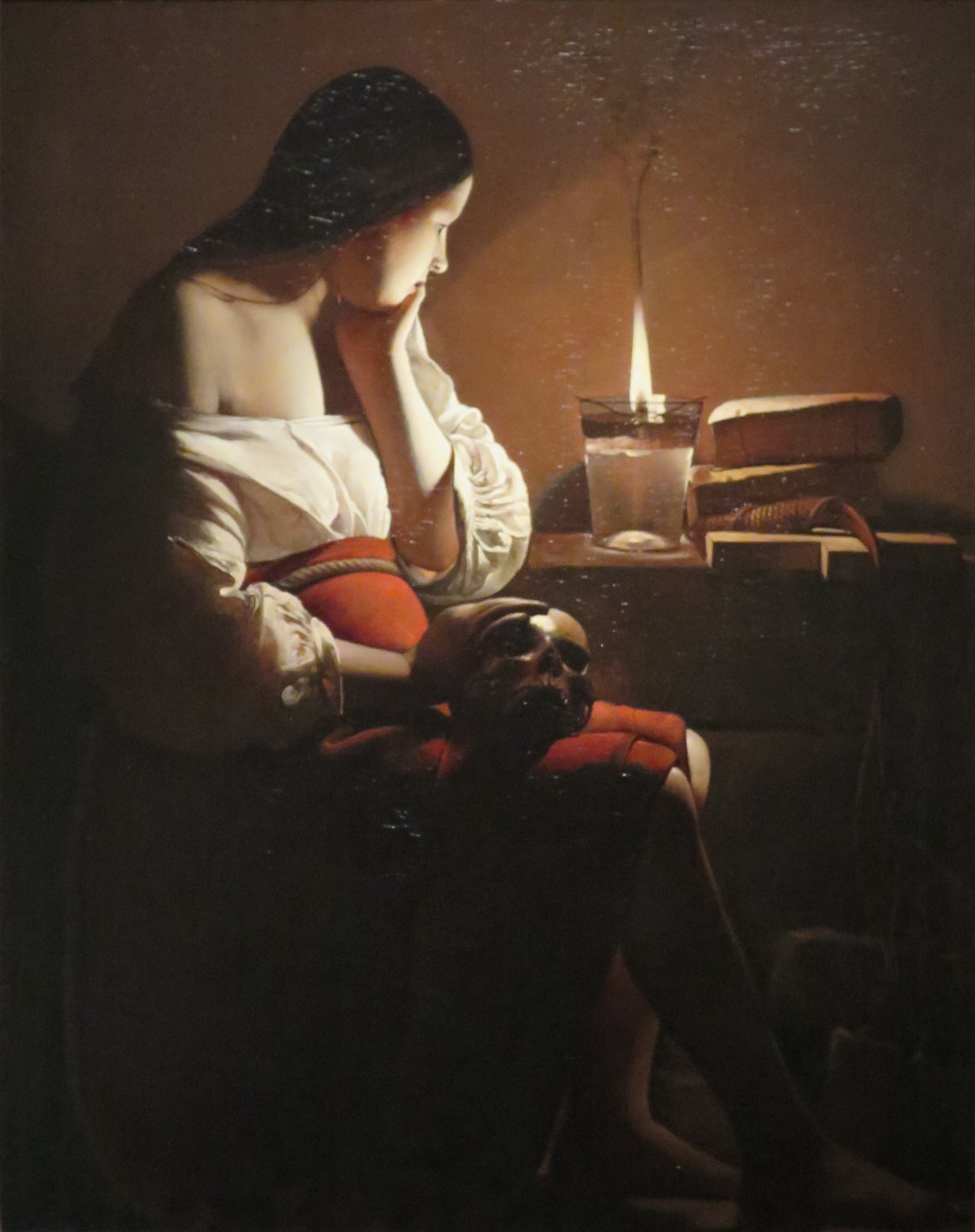
Georges de La Tour: Svatá Máří Magdaléna

Zpytování svědomí je duchovní praktika, rozšířená v křesťanství, zejména v katolicismu. Spočívá v systematickém zkoumání a hodnocení správnosti vlastního života, hledání svých hříchů a cesty k jejich nápravě.
Jako osnova se k tomu většinou používá Desatero či sedm hlavních hříchů, často také jakési specializované dotazníky, tzv. zpovědní zrcadla, vytvořené jako pomůcka církevními představiteli - těch existuje velké množství, vycházejí knižně, časopisecky či na internetu, většinou s ohledem na předpokládanou životní situaci kajícníka (jsou např. zpovědní zrcadla pro děti, pro dospělé, pro manžele, pro kněze). Katechismus katolické církve (bod 1454) doporučuje pro tento účel také vhodné novozákonní texty, zvláště Kázání na hoře. Zpovědní zrcadla bývají často kritizována, protože jejich použití vede k přílišnému soustředění na konkrétní skutky a opomíjení celkové morální situace kajícníka. 
Sv. Ignác z Loyoly navrhuje spíše chronologické zkoumání a postupné hodnocení jednotlivých slov, myšlenek a skutků, které kajícník vykonal za určité časové období, spojené s rozjímáním o povaze hříchu jako takového, i v jeho metodě zpytování svědomí se však Desatero, u řeholníků navíc texty jejich řeholí, používají jako námět k rozjímání o hříchu..
Zpytování svědomí v katolicismu může předcházet např. modlitba k Duchu svatému o vedení při zpytování svědomí, po zpytování následuje vyjádření lítosti nad vlastní hříšností a předsevzetí dále nehřešit.
V katolicismu je zpytování svědomí především přípravou a první fází svátosti smíření, ale má význam i samo o sobě. Katolický křesťan by měl zpytování svědomí provádět pravidelně, pokud možno každý večer (v denní modlitbě církve je při individuálním slavení součástí kompletáře, při společném slavení se ovšem nahrazuje za úkon kajícnosti). Doporučuje se také v pravoslaví a v některých formách protestantismu (zde se však vesměs nepoužívají zpovědní zrcadla). Praxe zpytování svědomí, zvláště před svatým přijímáním, má biblický základ a byla zřejmě rozšířena již v prvotní církvi (viz např. 1Kor 11, 28 (Kral, ČEP)). Katolická církev tuto praxi mnohokrát doporučila, jejím velkým propagátorem byl sv. Ignác z Loyoly, který je pokládal za nejdůležitější duchovní cvičení vůbec a navrhl také jeho specifickou formu.
Podobný úkon, nazývaný muḥāsabah, doporučují také muslimští teologové, zvláště Hasan al-Basrí a al-Muhásibí. Zde se vlastně jedná o rozjímání o posledním soudu spojené s hledáním způsobů, jak zlepšit svůj život. V mimonáboženském kontextu podobné pravidelné a systematické zkoumání vlastního života za účelem jeho zlepšení pěstovali například stoičtí filosofové a konfucianismus („Pravil Mistr Ceng: Každého dne se zkoumám trojím směrem: zda jsem byl vždy, jednaje za druhé, věrný jejich zájmům; zda jsem plnil vždy své slovo ve styku se svými přáteli; zda jsem neopomenul opakovat učení, které mi bylo předáno?“ - Konfucius, Rozpravy I,3, překlad Jaroslav Průšek).